# Kloskinn
Kloskinn (Clavulicium delectabile) är en svampart som först beskrevs av H.S. Jacks., och fick sitt nu gällande namn av Hjortstam 1973. Clavulicium delectabile ingår i släktet Clavulicium och familjen Clavulinaceae.   Inga underarter finns listade i Catalogue of Life.
I den svenska databasen Dyntaxa används istället namnet Membranomyces delectabilis för samma taxon.  Arten är reproducerande i Sverige.